# 天津英式风情区
天津英式风情区，又称泰安道英式风情区，前身为清咸丰十年（1860年12月17日）开辟的天津英租界核心区，目前是天津市和平区的一处具有英式风情的旅游风景区。天津英式风情区东至台儿庄路，南至曲阜道，西至大沽北路、建设路，北至烟台道、保定道，规划面积为16.29公顷，总建筑面积为39万平方米，新建建筑面积为29.7万平方米，规划以公园、广场和院落为基本的单元组织公共空间布局并形成围绕解放北园的五大院落体系。天津英式风情区的商业业态主要为高档商品销售、精品酒店和总部办公。

## 范围
天津英式风情区位于天津市和平区东部，与河东区隔海河而望，风情区东临海河，西至建设路，南抵曲阜道，北接保定道，规划面积为16.29公顷，区内有大沽北路、解放北路、泰安道和曲阜道等主要干道。

## 历史

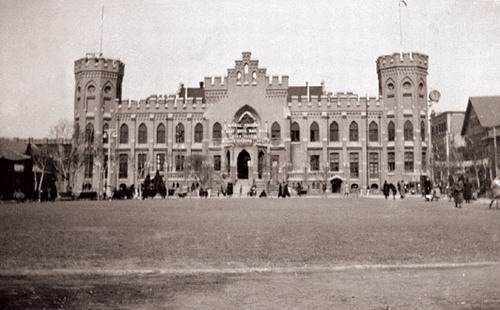
二十世纪初的戈登堂

第二次鸦片战争后的1860年10月24日，清政府被迫与英国签订了《北京条约》作为《天津条约》开辟通商口岸等的续增条约，天津被增列为通商口岸。1860年12月4日，英国驻华公使卜鲁斯向恭亲王奕䜣递交照会，写道“意将津地一区，代国永租”，作为领事官署和商民的住房及栈房之用。 随后，他又照会直隶总督恒福，转饬天津地方官府，要求在天津划出英租界。12月17日，清政府允许了英国公使卜鲁斯设立英租界的要求，列强在天津设立的天津英租界开辟，初期面积约460亩，位置在海河西岸，紫竹林村一带。后来不断扩展，形成东临海河，北面沿宝土徒道（今营口道），西到海光寺大道（今西康路），南沿马场道到佟楼。此后，随着天津英租界工部局大楼、利顺德大饭店、维多利亚公园等建筑设施相继建立，今天津英式风情区所在区域逐渐成为当时天津英租界的核心区。1941年12月8日，太平洋战争爆发的当日，日军进驻天津英租界并于一年之后将天津英租界移交给汪精卫政府。1945年，抗日战争胜利后，中华民国国民政府宣布正式收回天津英租界。中华人民共和国成立后，天津英式风情区所在地域成为天津市的行政和金融中心。当时，中国共产党天津市委员会、天津市人民政府和天津市人民代表大会常务委员会等政府机构纷纷入住该区域。

## 规划

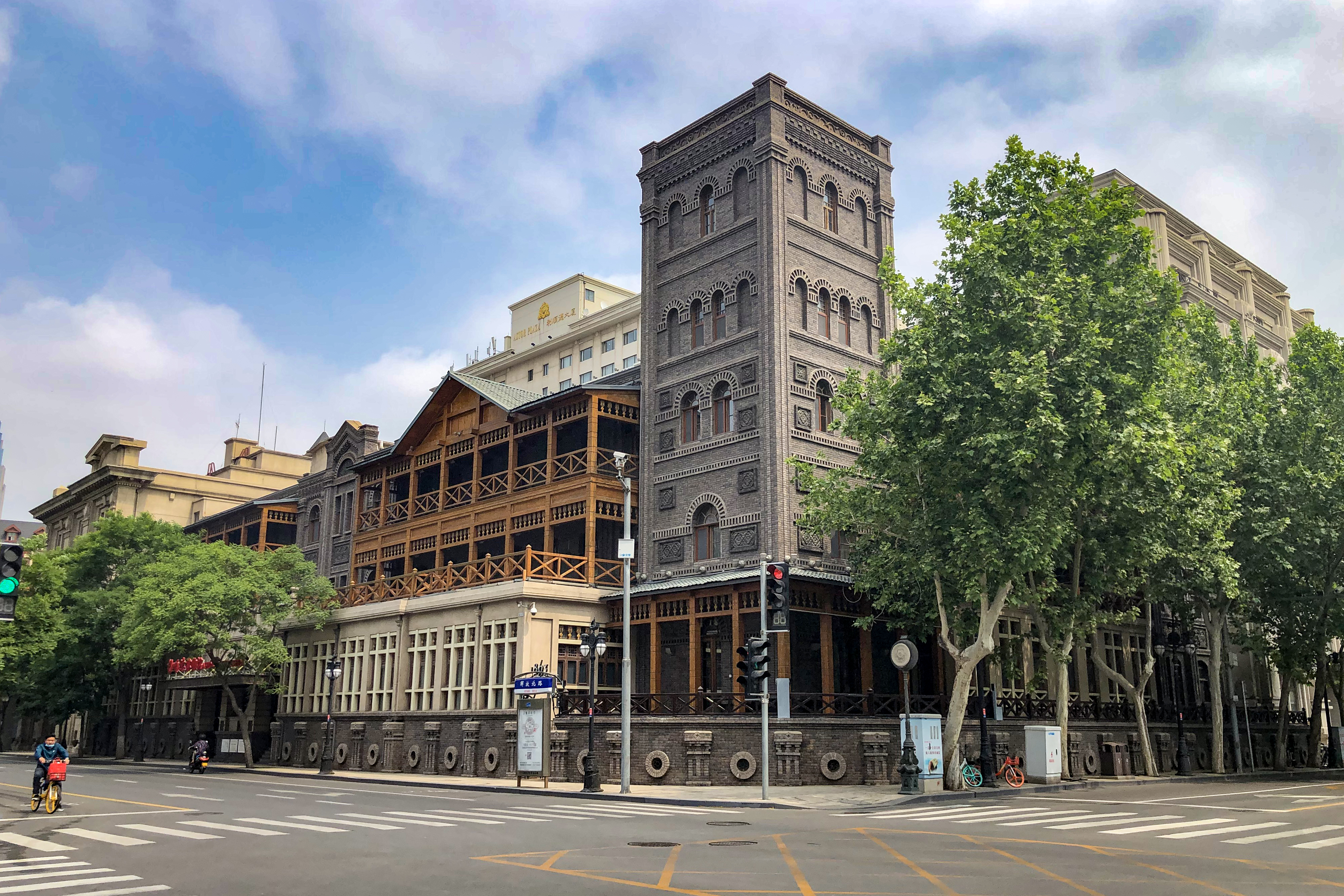
天津利顺德饭店

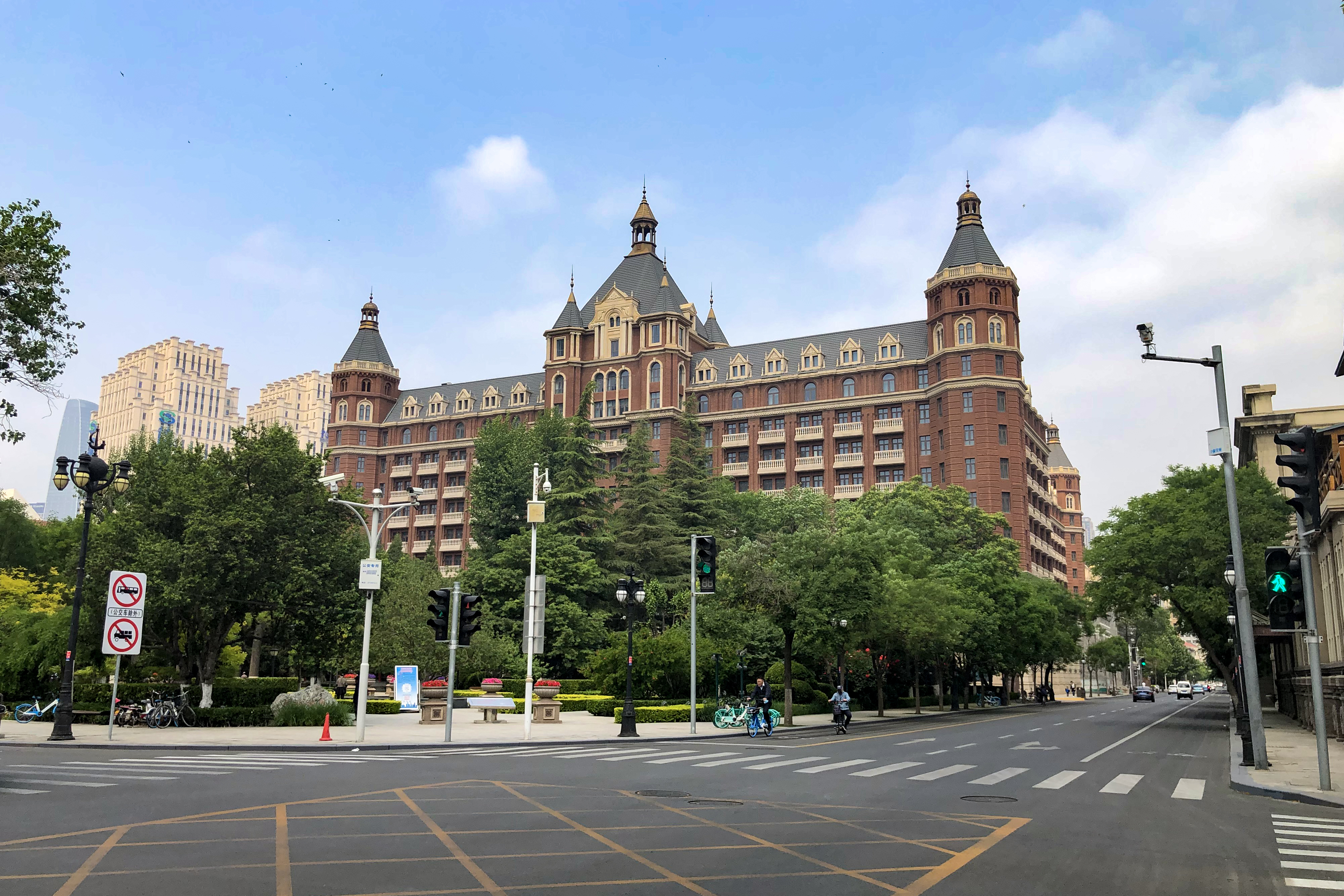
2013年10月18日启用的天津丽思卡尔顿酒店

2010年3月，天津市人民政府计划投资人民币51亿元建设天津英式风情区并依据项目招标开始一期建设规划。 天津英式风情区于2010年4月8日开工，规划以公园、广场和院落为基本的单元组织公共空间布局并形成围绕解放北园的五大院落体系。天津英式风情区的商业业态主要为高档商品销售、精品酒店和总部办公。五大院落体系主要包括一号院、二号院、三号院、四号院和五号院的开发建设。其中，一号院和四号院为酒店综合区，为天津英式风情区的主体，二号院和五号院为商务商业区，三号院为高档住宅区：
- 一号院：该院落主要包括原皇宫饭店大楼和面积约为44000平方米的新建建筑，新建建筑中，商业建筑占地面积为5000平方米、高档酒店占地面积为7000平方米、居住型公寓占地面积为32000平方米。该院落工程于2011年5月初主体完工，2011年8月开业。
- 二号院：该院落主要包括原仪品大楼和面积约为23000平方米的新建建筑，全部为商业建筑，该院落工程于2010年7月30日完成施工主体，2011年4月底竣工。
- 三号院：该院落主要以面积5万平方米的新建建筑为主，全部为商业建筑和居住型公寓。其中，商业建筑占地面积为6000平方米，居住型公寓占地面积为4.4万平方米。该院落工程于2010年9月8日完成施工主体，并于2011年6月竣工。
- 四号院：该院落主要包括戈登堂遗址和面积约为55000平方米的新建建筑。其中，高档酒店占地面积为34000平方米，酒店式公寓占地面积为21000平方米，该院落工已于2010年底开工，2011年8月完成建筑外檐，2012年竣工。
- 五号院：该院落主要包括原开滦矿务局大楼、纳森旧居和面积约为125000平方米的新建建筑。其中，商业建筑占地面积为35000平方米，办公用房90000万平方米。主要以商业建筑、办公建筑和酒店式公寓为主。该工程于2010年4月30日开始试装施工，2011年10月1日完成该院落的商业部分主体。[6]

## 机构
天津英式风情区所处地段一直以来都是天津市的行政和金融中心，历史上，天津英租界工部局、中国共产党天津市委员会、天津市人民政府和天津市人民代表大会常务委员会等政府机构的办公地点都选址在该区域。目前，随着天津新的行政中心落户河西区，天津英式风情区的区位定位为商务商业、精品酒店和高档住宅区。目前，区内主要机构有：

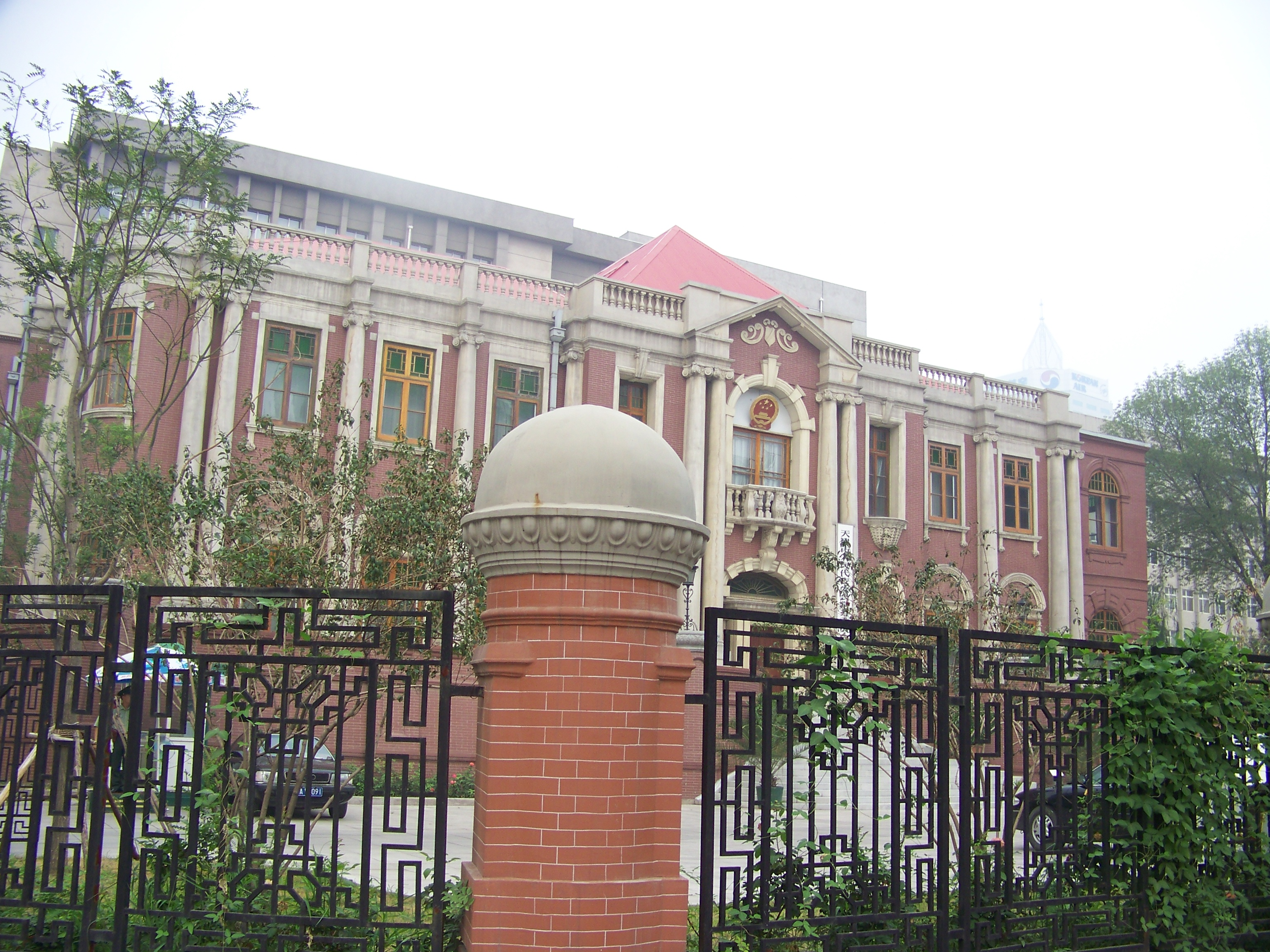
天津市人民代表大会常务委员会办公楼天津英国俱乐部大楼

| - 天津市人民代表大会常务委员会 |
| - 天津市财政局                 |
| - 天津市人民政府信访办公室     |
| - 天津市人民政府法制办公室     |
| - 天津妇女联合会               |
| - 天津利顺德饭店               |
| - 天津第一饭店                 |
| - 天津凯悦酒店                 |

## 周边交通

### 道路
目前天津英式风情区内的主要道路有：

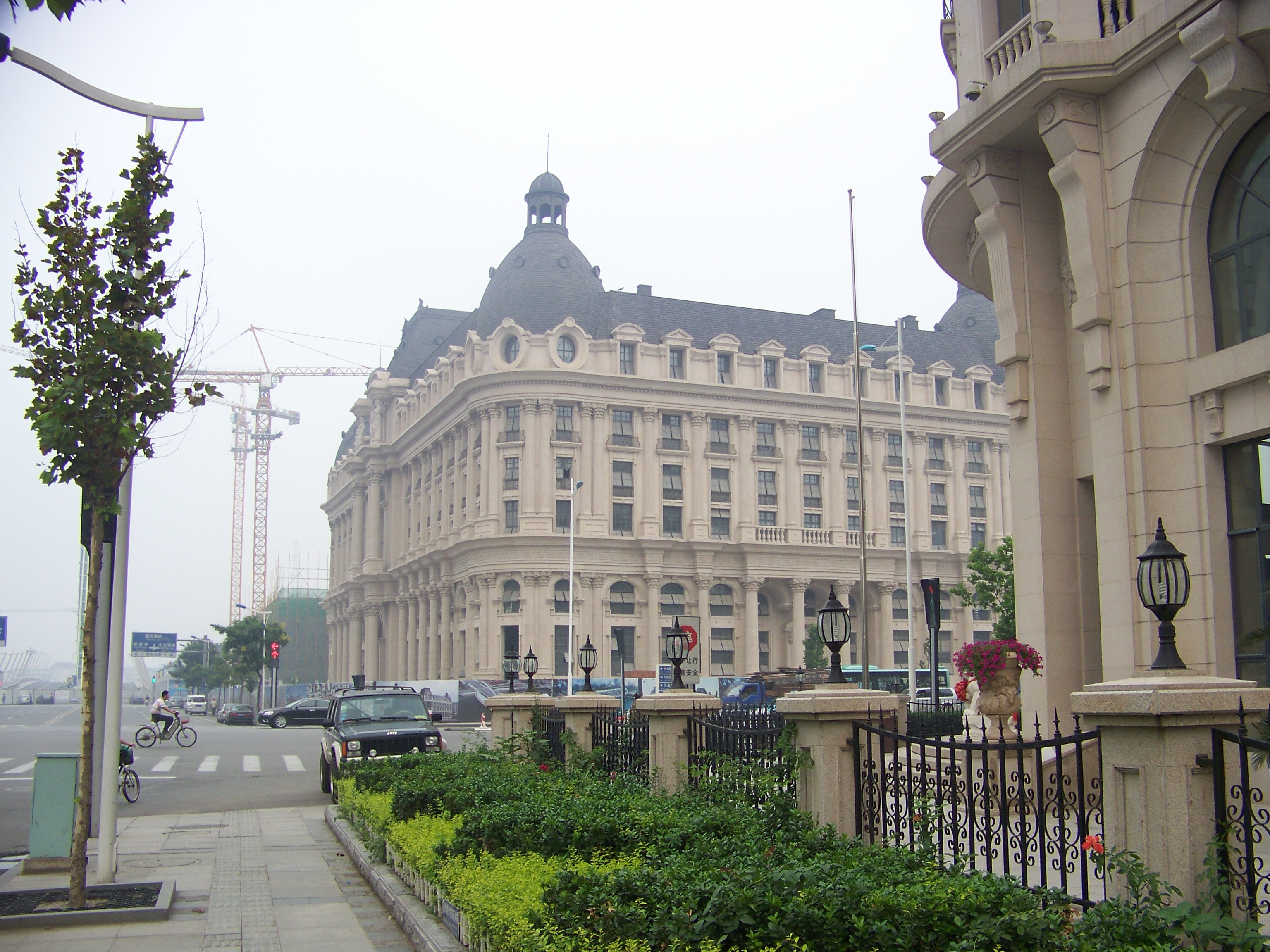
大沽北路和保定道交口

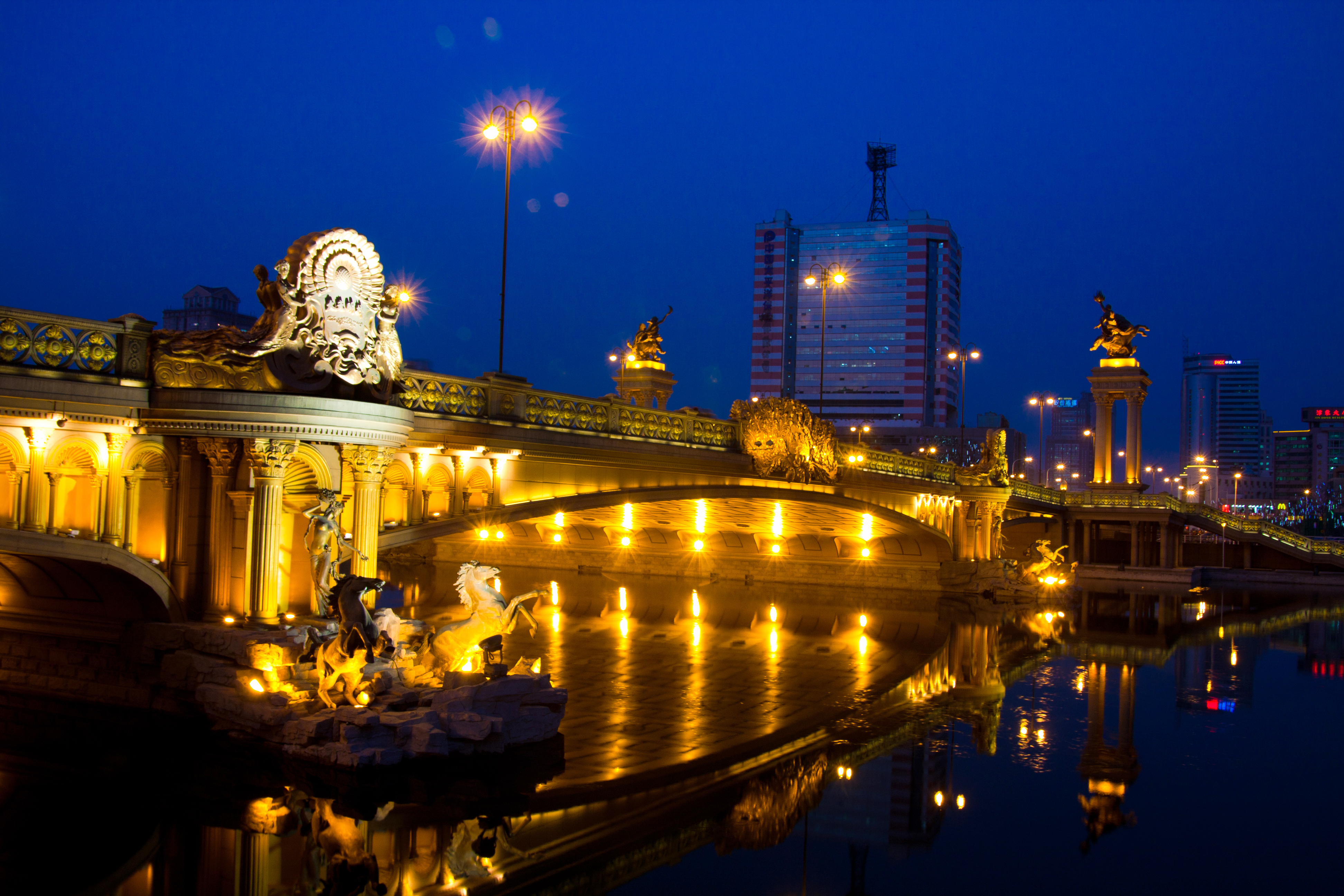
大光明桥夜景

- 解放北路 原维多利亚道（Victoria Road）
- 台儿庄路 原河坝道（The Bund Road）
- 太原道 原宝顺道（Pao Shun Road）
- 泰安道 原咪哆士道（Meadows Road）
- 彰德道 原博目哩道（Bromley Road）
- 曲阜道 原革事道（Council Road）
- 大沽北路 原海大道（Taku Road）
- 青岛路 原马开内道（Macartney Road）
- 安徽道	原马开内道（Macartney Road）
- 保定道 原巴克斯道（Parkes Road）
- 烟台道 原博罗斯道（Bruce Road）
- 建设路 原达文波道（Davenport Road）
- 浙江路 原马厂道（Race Course Road）

### 桥梁
- 保定桥
- 大光明桥

## 历史建筑

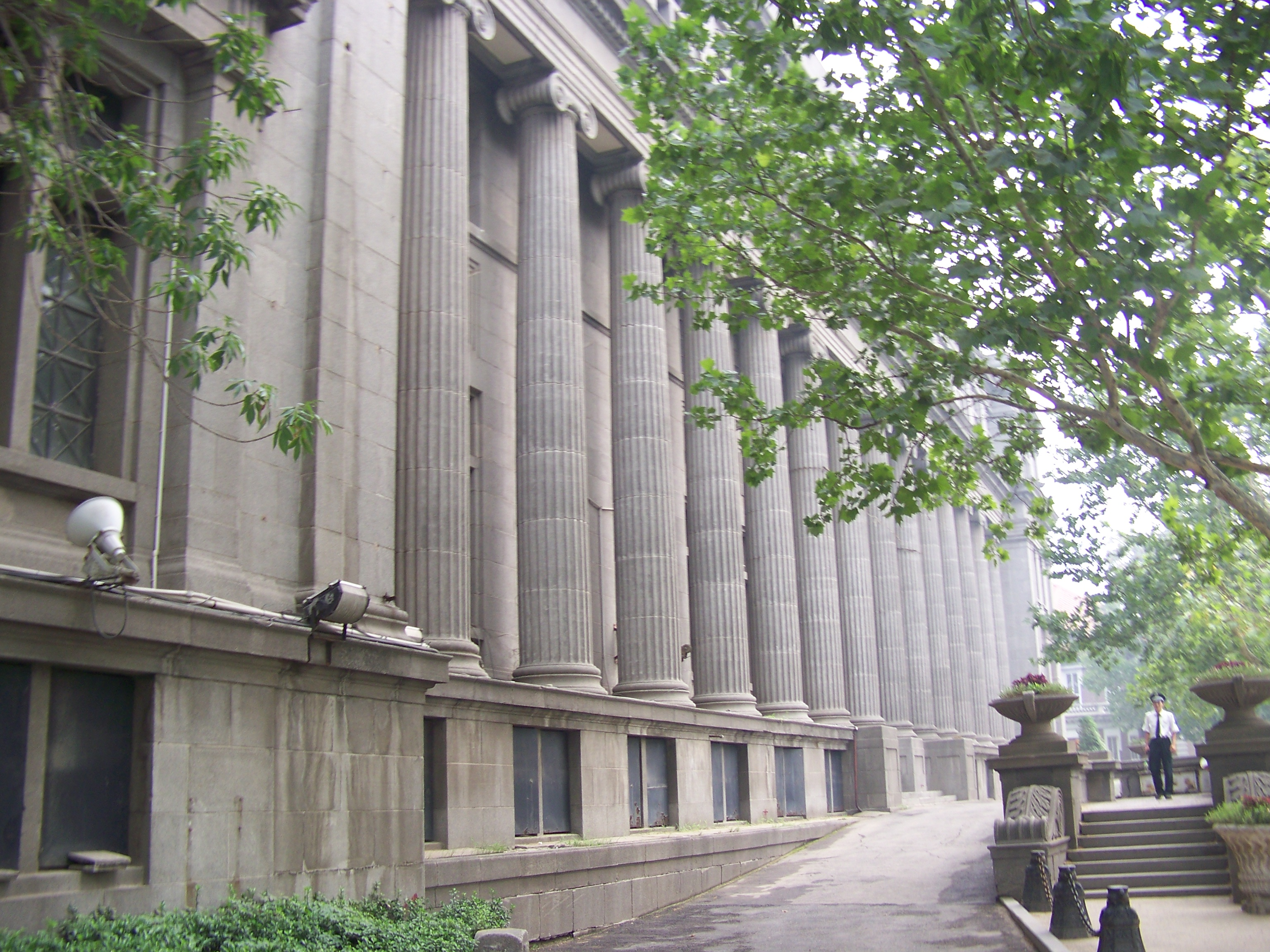
原开滦矿务局大楼

目前天津英式风情区内的历史建筑有：
| - 天津利顺德饭店大楼（全国重点文物保护单位） |
| - 天津英国俱乐部大楼（天津市文物保护单位）   |
| - 原开滦矿务局大楼（天津市文物保护单位）     |
| - 原安里甘教堂（天津市文物保护单位）         |
| - 纳森旧居（天津市文物保护单位）             |
| - 天津印字馆大楼（天津历史风貌建筑）         |
| - 泰莱饭店大楼（天津历史风貌建筑）           |
| - 屈臣氏大药房大楼（天津历史风貌建筑）       |
| - 瑞隆洋行大楼（天津历史风貌建筑）           |

| - 戈登堂               |
| - 原英租界天津美国兵营 |
| - 积余大楼             |
| - 仪品大楼             |
| - 皇宫饭店             |
| - 花园大楼             |
| - 基督教女青年会大楼   |

## 内部链接
- 天津英租界
- 天津意式风情区